# Peucestas

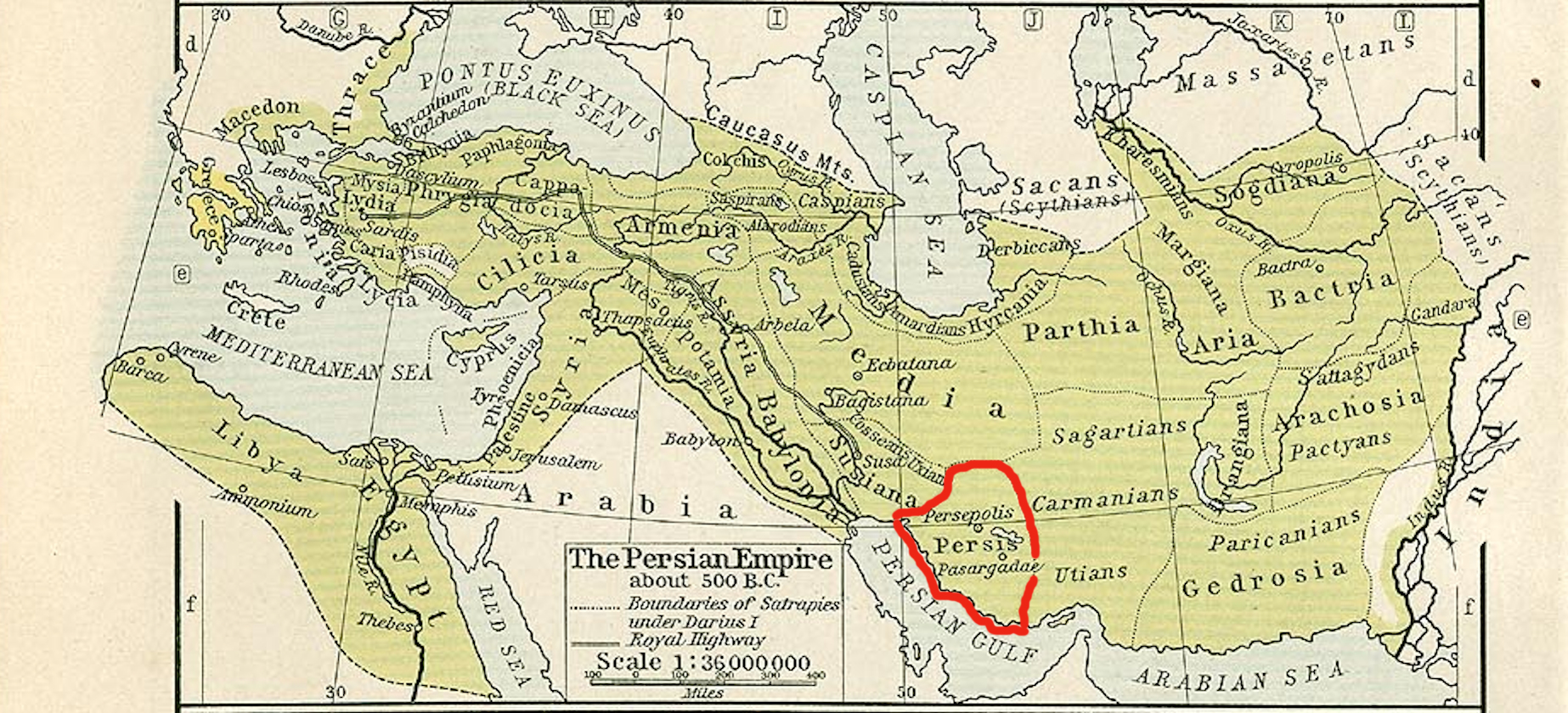
Peucestas được phong làm tổng trấn của Persis khi Alexandros từ Ấn Độ quay trở về vào năm 324 TCN.

Peucestas (tiếng Hy Lạp: Πευκέστας, sống ở thế kỷ thứ 4 trước Công nguyên) là một cư dân bản địa đến từ thị trấn Mieza ở Macedonia, ông là một tướng lĩnh ưu tú phụng sự Alexander Đại đế. Tên của ông lần đầu tiên được đề cập tới là khi ông nằm trong số những người được bổ nhiệm làm chỉ huy một Trireme trên sông Hydaspes , trước đó chúng ta không thấy ông nắm giữ bất kỳ chức vụ quan trọng nào; nhưng rõ ràng rằng ông đã chứng tỏ được bản thân mình là một người dũng cảm và có năng lực bởi vì ông là người được Alexandros lựa chọn mang chiếc khiên thiêng liêng cho ông ta trước mỗi trận đánh, chiếc khiên này được ông ta tháo ra từ đền thờ thần Athena ở Troy. Với vai trò này, ông đã theo sát nhà vua trong cuộc tấn công vào kinh đô của người Malavas (325 TCN) và tất cả các tác giả đều đồng ý rằng ông chính là vị tướng có công cứu sống Alexandros vào lúc đó.
Để trả ơn ông vì việc này, ông đã được nhà vua trọng thưởng. Khi Alexandros quay trở lại Persepolis, ông ta đã ban cho Peucestas chức tổng trấn Persis trọng yếu và trước đó là chọn ông làm somatophylax (cận vệ của nhà vua). Ở Susa, cũng chính Peucestas là người đầu tiên được ban thưởng với vương miện bằng vàng cho chiến tích của họ  Sau việc này, ông đã tiếp quản chính quyền của vùng đất được giao và sự cai trị của ông đã được các thần dân Ba Tư quý mến. Ông cũng đã chấp nhận trang phục và phong tục của người Ba Tư thay vì của người Macedonia giống như Alexandros, và do đó ông được coi là một Persophile.
Vào mùa xuân năm 323 TCN, Peucestas dẫn một đạo quân gồm 20000 binh sĩ người Ba Tư tới gặp nhà vua ở Babylon và ông được đề cập tới là một trong những người có mặt khi nhà vua lâm chung. Có vẻ như ông không tham gia vào các cuộc thảo luận sau khi Alexandros qua đời nhưng trong cuộc phân chia các tỉnh diễn ra sau đó ông vẫn giữ được quyền quản lý tỉnh Persis và tiếp tục giữ lại tỉnh này trong cuộc phân chia thứ hai ở Triparadisus vào năm 321 TCN.  Toàn bộ sự chú ý của ông dường như là nhằm củng cố địa vị và cố gắng mở rộng tối đa ảnh hưởng cùng với quyền lực của bản thân.  